# زیمبابوه فلای‌افریکا.کام
زیمبابوه فلای‌افریکا.کام (به انگلیسی: Zimbabwe flyafrica.com) یک شرکت هواپیمایی با کد یاتا Z7 است. این شرکت هواپیمایی به ۵مقصد، پرواز مستقیم انجام می‌دهد.